# Conchita Robles
Concepción del Pilar Robles Pérez coneguda com a Conchita Robles (Almeria, 7 d'octubre de 1887 - ibídem, 21 de gener de 1922) va ser una actriu teatral espanyola.

## Biografia
Conchita va néixer el 7 d'octubre del 1887 al carrer Reial de l'Almedina. El seu pare era Juan Robles, concertista de guitarra i tramoista del Teatre-circ Variedades de Almería, i la seva mare era Pura Pérez, pertanyent a una família burgesa vinculada a l'advocacia. Quan Conchita era nena, la família es va traslladar a viure a Madrid. Conchita va entrar a treballar a les companyies teatrals de Rosario Pino, María Guerrero, Fernando Díaz de Mendoza, Maria Palou i Ernesto Vílches, consolidant-se com a primera actriu de repartiment.
El 1916 es va casar amb Carlos Berdugo Bote, comandant de Cavalleria de 45 anys i 14 major que ella, vidu i pare de dues filles. Per exigència del seu promès, Concepció va anunciar la seva retirada del món del teatre. Es van traslladar a viure a Granada, però aviat la convivència va ser insostenible.
Els cònjuges es van separar de mutu acord el desembre de 1917, al·legant incompatibilitat de caràcters. Així mateix, van signar un contracte privat en virtut del qual Carlos Berdugo autoritzava Conchita Robles a treballar com a actriu, encara que sota condicions: no podia exercir a Madrid, almenys en un termini determinat; i havia de dipositar en un banc la quarta part dels seus ingressos, dels quals no podria disposar fins a la mort del marit. Per la seva banda, el militar es comprometia a passar-li una quantitat de diners mensuals en concepte de pensió alimentària. Tot i això, ell no va acceptar aquest compromís. La va perseguir per diverses províncies perquè no treballés com a actriu. Això va fer que Robles demanés l'anul·lació matrimonial a un jutge que va sentenciar a favor de l'actriu. Així mateix, també va obtenir un permís legal per treballar a Sevilla, Granada i Almeria. Encara que el militar va presentar diversos recursos, van ser desestimats un darrere l'altre. Va aconseguir de vegades que ella no pogués treballar en alguns teatres, cosa que va fer que ella recorregués al sindicat d'actors per demanar la seva empara.
La nit del 21 de gener de 1922, la seva companyia, la Tudela Monteagudo, representava al Teatre Cervantes d'Almeria l'obra Santa Isabel de Ceres, una popular i polèmica obra d'Alfonso Vidal y Planas. Just abans que sortís a escena, Carlos Berdugo, que s'havia introduït al teatre mitjançant un engany, li va disparar a boca de canó. Els trets també van arribar a un jove de 16 anys, Manuel Aguilar. Després, Berdugo es va disparar, en un intent de suïcidi. Però, encara que va perdre un ull, va sobreviure a les ferides.
Hi va haver un Consell de Guerra, del Consell Suprem de Guerra i Marina, que va tenir lloc a finals de maig de 1924. La fiscalia va avaluar un delicte de parricidi per l'assassinat de Conchita Robles i un altre d'homicidi per la mort de Manuel Aguilar. Berdugo va ser condemnat a quaranta anys de presó i a una indemnització per a la família de l'artista i a una altra per a la del jove Aguilar.
L'assassinat de Conchita Robles, amb una àmplia repercussió a la premsa de l'època, va provocar una reflexió sobre la violència com a problema social. Va generar propostes que aspiraven a posar-hi solució i que anaven des de canvis legals fins a transformacions fonamentals en valors com l'honor, la gelosia o l'amor. Entre les reflexions va destacar la del novel·lista Alberto Insúa.